# Athlétisme aux Jeux asiatiques de 2002
Navigation
Édition précédente Édition suivante
Les compétitions d'athlétisme aux Jeux asiatiques de 2002 se sont déroulés à Pusan, en Corée du Sud.

## Résultats

### Hommes
| Event | Or                                                                                          | Or               | Argent                                                                      | Argent           | Bronze                                                                                    | Bronze         |
| --- | ------------------------------------------------------------------------------------------- | ---------------- | --------------------------------------------------------------------------- | ---------------- | ----------------------------------------------------------------------------------------- | -------------- |
| 100 m | Jamal al-Saffar Arabie saoudite                                                             | 10 s 24          | Nobuharu Asahara Japon                                                      | 10 s 29          | Chen Haijian Chine                                                                        | 10 s 34        |
| 200 m | Shingo Suetsugu Japon                                                                       | 20 s 38          | Gennadiy Chernovol Kazakhstan                                               | 20 s 57          | Yang Yaozu Chine                                                                          | 20 s 78        |
| 400 m | Fawzi al-Shammari Koweït                                                                    | 44 s 93 =NR      | Hamdan Obah al-Bishi Arabie saoudite                                        | 44 s 95          | Rohan Pradeep Kumara Sri Lanka                                                            | 45 s 67        |
| 800 m | Rashid Mohammed Bahreïn                                                                     | 1 min 47 s 12    | K. Mathews Binu Inde                                                        | 1 min 47 s 57    | Li Huiquan Chine                                                                          | 1 min 47 s 77  |
| 1500 m | Rashid Ramzi Bahreïn                                                                        | 3 min 47 s 33    | Dou Zhaobo Chine                                                            | 3 min 48 s 51    | Li Huiquan Chine                                                                          | 3 min 48 s 55  |
| 5000 m | Moukhled Al-Outaibi Arabie saoudite                                                         | 13 min 41 s 48   | Abdulhak Zakaria Bahreïn                                                    | 13 min 43 s 82   | Khamis Seif Abdullah Qatar                                                                | 13 min 44 s 42 |
| 10 000 m | Moukhled Al-Outaibi Arabie saoudite                                                         | 28 min 41 s 89   | Ahmed Ibrahim Warsama Qatar                                                 | 28 min 43 s 53   | Abdulhak Zakaria Bahreïn                                                                  | 28 min 46 s 11 |
| Marathon | Lee Bong-Ju Corée du Sud                                                                    | 2 h 14 min 04    | Koji Shimizu Japon                                                          | 2 h 17 min 47    | Ryuji Takei Japon                                                                         | 2 h 18 min 38  |
| 3000 m steeple | Khamis Seif Abdullah Qatar                                                                  | 8 min 30 s 52    | Yoshitaka Iwamizu Japon Ali Abu Bakr Kamal Qatar                            | 8 min 31 s 75    |                                                                                           |                |
| 110 m haies | Liu Xiang Chine                                                                             | 13 s 27          | Satoru Tanigawa Japon                                                       | 13 s 83          | Park Tae-Kyong Corée du Sud                                                               | 13 s 89        |
| 400 m haies | Hadi Soua'an Al-Somaily Arabie saoudite                                                     | 48 s 42          | Mubarak Al-Nubi Qatar                                                       | 48 s 98          | Dai Tamesue Japon                                                                         | 49 s 29        |
| 20 km marche | Valeriy Borisov Kazakhstan                                                                  | 1 h 24 min 20    | Yu Chaohong Chine                                                           | 1 h 24 min 23    | Satoshi Yanagisawa Japon                                                                  | 1 h 25 min 33  |
| 4 × 100 m | Thaïlande Reanchai Seerhawong, Vissanu Sophanich, Ekkachai Janthana, Sittichai Suwonprateep | 38 s 82 SB       | Japon Hisashi Miyazaki, Shingo Suetsugu, Hiroyasu Tsuchie, Nobuharu Asahara | 38 s 90 SB       | Chine Shen Yunbao, Chen Haijian, Yin Hanzhao, Han Chaoming                                | 39 s 09 SB     |
| 4 × 400 m | Arabie saoudite Hamed Al-Bishi, Hadi Al-Somaily, Mohammed Al-Saleem, Hamdan Al-Bishi        | 3 min 02 s 47 SB | Inde P. Ramachandran, K.J. Manoj Lal, Satvir Singh, Bhupinder Singh         | 3 min 04 s 22 SB | Sri Lanka Rohan Pradeep Kumara Ranga Wimalawansa Prasanna Amarasekara Sugath Thilakaratne | 3 min 04 s 37  |
| Saut en hauteur | Lee Jin-taek Corée du Sud                                                                   | 2,23 m           | Cui Kai Chine Kim Tae-Hoi Corée du Sud Wang Zhouzhou Chine                  | 2,19 m           |                                                                                           |                |
| Saut à la perche | Grigoriy Yegorov Kazakhstan                                                                 | 5,40 m           | Satoru Yasuda Japon                                                         | 5,40 m           | Fumiaki Kobayashi Japon                                                                   | 5,20 m         |
| Saut en longueur | Hussain Taher al-Sabee Arabie saoudite                                                      | 8,14 m           | Li Dalong Chine                                                             | 7,99 m           | Ibrahim Abdullah Al-Walid Qatar                                                           | 7,80 m         |
| Triple saut | Mouled Salem al-Ahmadi Arabie saoudite                                                      | 16,60 m          | Lao Jianfeng Chine                                                          | 16,57 m          | Takashi Komatsu Japon                                                                     | 16,34 m        |
| Lancer du poids | Bahadur Singh Sagoo Inde                                                                    | 19,03 m          | Bilal Saad Mubarak Qatar                                                    | 18,98 m          | Shakti Singh Inde                                                                         | 18,27 m        |
| Lancer du disque | Wu Tao Chine                                                                                | 60,76 m          | Abbas Samimi Iran                                                           | 60,44 m          | Anil Kumar Inde                                                                           | 59,81 m        |
| Lancer du marteau | Koji Murofushi Japon                                                                        | 78,72 m          | Hiroaki Doi Japon                                                           | 69,57 m          | Ye Kuigang Chine                                                                          | 68,18 m        |
| Lancer du javelot | Li Rongxiang Chine                                                                          | 82,21 m          | Yukifumi Murakami Japon                                                     | 78,77 m          | Sergey Voynov Ouzbékistan                                                                 | 78,74 m        |
| Décathlon | Qi Haifeng Chine                                                                            | 8041 pts         | Dmitriy Karpov Kazakhstan                                                   | 7995 pts         | Ahmad Hassan Moussa Qatar                                                                 | 7683 pts       |
| Records et Performances - AR : Record continental (area record) - CR : Record des championnats (championship record) - MR : Record du meeting (meet record) - NR : Record national (national record) - OR : Record olympique (olympic record) - PR : Record paralympique (paralympic record) - PB : Record personnel (personal best) - SB : Meilleure performance personnelle de la saison (season's best) - WL : Meilleure performance mondiale de l'année (world leader) - WJR : Record du monde junior (world junior record) - WR : Record du monde (world record) Circonstances et Conditions - DNF : N'a pas terminé (did not finish) - DNS : N'a pas pris le départ (did not start) - DQ : Disqualification (disqualification) - NM : Aucun essai valable enregistré (No Mark) - Q : Qualifié « directement » au prochain tour (ou à la prochaine compétition), lors d'une compétition majeure, grâce au classement ou à la réalisation des minima (automatic qualifier) - q : Qualifié au prochain tour (ou à la prochaine compétition), lors d'une compétition majeure, grâce au repêchage ou à la réalisation de l'une des meilleures performances parmi celles des « non qualifiés directement » (grâce au meilleur temps ou à la meilleure distance par exemple) (secondary qualifier) |                                                                                             |                  |                                                                             |                  |                                                                                           |                |

### Femmes
| Event | Or                                                           | Or               | Argent                                                                                 | Argent           | Bronze                                                                            | Bronze           |
| --- | ------------------------------------------------------------ | ---------------- | -------------------------------------------------------------------------------------- | ---------------- | --------------------------------------------------------------------------------- | ---------------- |
| 100 m | Susanthika Jayasinghe Sri Lanka                              | 11 s 15          | Lyubov Perepelova Ouzbékistan                                                          | 11 s 38          | Qin Wangping Chine                                                                | 11 s 51          |
| 200 m | Saraswati Saha Inde                                          | 23 s 28          | Ni Xiaoli Chine                                                                        | 23 s 34          | Viktoriya Koviyreva Kazakhstan                                                    | 23 s 48          |
| 400 m | Damayanthi Dharsha Sri Lanka                                 | 51 s 13          | K. Mathews Beenamol Inde                                                               | 52 s 04          | Svetlana Bodritskaya Kazakhstan                                                   | 52 s 10          |
| 800 m | K. Mathews Beenamol Inde                                     | 2 min 04 s 17    | Madhuri A. Singh Inde                                                                  | 2 min 04 s 94    | Zamira Amirova Ouzbékistan                                                        | 2 min 05 s 05    |
| 1500 m | Sunita Rani Inde                                             | 4 min 06 s 03    | Tatyana Borisova Kirghizistan                                                          | 4 min 12 s 53    | Yoshiko Ichikawa Japon                                                            | 4 min 13 s 42    |
| 5000 m | Sun Yingjie Chine                                            | 14 min 40 s 41   | Kayoko Fukushi Japon                                                                   | 14 min 55 s 19   | Sunita Rani Inde                                                                  | 15 min 18 s 77   |
| 10 000 m | Sun Yingjie Chine                                            | 30 min 28 s 26   | Kayoko Fukushi Japon                                                                   | 30 min 51 s 81   | Xing Huina Chine                                                                  | 31 min 42 s 58   |
| Marathon | Ham Bong-Sil Corée du Nord                                   | 2 h 33 min 35    | Harumi Hiroyama Japon                                                                  | 2 h 34 min 44    | Hiromi Ominami Japon                                                              | 2 h 37 min 48    |
| 100 m haies | Feng Yun Chine                                               | 12 s 96          | Su Yiping Chine                                                                        | 13 s 01          | Trecia Roberts Thaïlande                                                          | 13 s 07          |
| 400 m haies | Natalya Torshina Kazakhstan                                  | 56 s 13          | Song Yinglan Chine                                                                     | 56 s 43          | Yao Yuehua Chine                                                                  | 56 s 56          |
| 20 km marche | Wang Qingqing Chine                                          | 1 h 33 min 40    | Gao Kelian Chine                                                                       | 1 h 33 min 59    | Svetlana Tolstaya Kazakhstan                                                      | 1 h 35 min 03    |
| 4 × 100 m | Chine Zeng Xiujun, Yan Jiankui, Huang Mei, Qin Wangping      | 43 s 84 SB       | Thaïlande Jutamass Thavoncharoen, Supavedee Khawpueak, Orranut Klomdee, Trecia Roberts | 44 s 25 NR       | Ouzbékistan Anna Kazakova, Guzel Khubbieva, Lyudmila Dmitriadi, Lyubov Perepelova | 44 s 32 SB       |
| 4 × 400 m | Inde Jincy Philip, Manjeet Kaur, Soma Biswas, K. M. Beenamol | 3 min 30 s 84 SB | Kazakhstan Tatyana Roslanova, Natalya Torshina, Olga Tereshkova, Svetlana Bodritskaya  | 3 min 31 s 72 SB | Chine Qin Wangping, Bo Fanfang, Hou Xiufen, Chen Yuxiang                          | 3 min 32 s 43 SB |
| Saut en hauteur | Tatyana Efimenko Kirghizistan                                | 1,90 m           | Bobby Aloysius Inde Marina Korzhova Kazakhstan                                         | 1,88 m           |                                                                                   |                  |
| Saut à la perche | Gao Shuying Chine                                            | 4,35 m           | Masumi Ono Japon                                                                       | 4,10 m           | Qin Xia Chine                                                                     | 4,00 m           |
| Saut en longueur | Anju Bobby George Inde                                       | 6,53 m           | Maho Hanaoka Japon                                                                     | 6,47 m           | Yelena Kashcheyeva Kazakhstan                                                     | 6,30 m           |
| Triple saut | Huang Qiuyan Chine                                           | 14,28 m          | Zhang Hao Chine                                                                        | 13,89 m          | Tatyana Bocharova Kazakhstan                                                      | 13,26 m          |
| Lancer du poids | Li Meiju Chine                                               | 18,62 m          | Lee Myung-Sun Corée du Sud                                                             | 18,50 m          | Juthaporn Krasaeyan Thaïlande                                                     | 17,53 m          |
| Lancer du disque | Neelam Jaswant Singh Inde                                    | 64,55 m          | Song Aimin Chine                                                                       | 61,80 m          | Ma Shuli Chine                                                                    | 59,89 m          |
| Lancer du marteau | Gu Yuan Chine                                                | 70,49 m          | Liu Yinghui Chine                                                                      | 66,73 m          | Masumi Aya Japon                                                                  | 62,18 m          |
| Lancer du javelot | Lee Young-Sun Corée du Sud                                   | 58,87 m          | Liang Lili Chine                                                                       | 58,77 m          | Ha Xiaoyan Chine                                                                  | 58,29 m          |
| Heptathlon | Shen Shengfei Chine                                          | 5911 pts         | Soma Biswas Inde                                                                       | 5899 pts         | Jagadeeshappa Javur Shobha Inde                                                   | 5870 pts         |
| Records et Performances - AR : Record continental (area record) - CR : Record des championnats (championship record) - MR : Record du meeting (meet record) - NR : Record national (national record) - OR : Record olympique (olympic record) - PR : Record paralympique (paralympic record) - PB : Record personnel (personal best) - SB : Meilleure performance personnelle de la saison (season's best) - WL : Meilleure performance mondiale de l'année (world leader) - WJR : Record du monde junior (world junior record) - WR : Record du monde (world record) Circonstances et Conditions - DNF : N'a pas terminé (did not finish) - DNS : N'a pas pris le départ (did not start) - DQ : Disqualification (disqualification) - NM : Aucun essai valable enregistré (No Mark) - Q : Qualifié « directement » au prochain tour (ou à la prochaine compétition), lors d'une compétition majeure, grâce au classement ou à la réalisation des minima (automatic qualifier) - q : Qualifié au prochain tour (ou à la prochaine compétition), lors d'une compétition majeure, grâce au repêchage ou à la réalisation de l'une des meilleures performances parmi celles des « non qualifiés directement » (grâce au meilleur temps ou à la meilleure distance par exemple) (secondary qualifier) |                                                              |                  |                                                                                        |                  |                                                                                   |                  |

## Tableau des médailles
| Rang | Nation          | Or | Argent | Bronze | Total |
| ---- | --------------- | -- | ------ | ------ | ----- |
| 1    | Chine           | 14 | 12     | 13     | 39    |
| 2    | Inde            | 7  | 5      | 4      | 16    |
| 3    | Arabie saoudite | 7  | 1      | 0      | 8     |
| 4    | Kazakhstan      | 3  | 3      | 5      | 11    |
| 5    | Corée du Sud    | 3  | 1      | 1      | 5     |
| 6    | Japon           | 2  | 12     | 8      | 22    |
| 7    | Bahreïn         | 2  | 1      | 1      | 4     |
| 8    | Sri Lanka       | 2  | 0      | 2      | 4     |
| 9    | Qatar           | 1  | 3      | 3      | 7     |
| 10   | Thaïlande       | 1  | 1      | 2      | 4     |
| 11   | Kirghizistan    | 1  | 1      | 0      | 2     |
| 12   | Corée du Nord   | 1  | 0      | 0      | 1     |
| 12   | Koweït          | 1  | 0      | 0      | 1     |
| 14   | Ouzbékistan     | 0  | 1      | 3      | 4     |
| 15   | Iran            | 0  | 1      | 0      | 1     |